# There's No Way We're Gonna Fit In
There's No Way We're Gonna Fit In är det svenska punkrockbandet Randys debutalbum, utgivet 1994.

## Låtlista
1. "Humanalogism" - 2:29
2. "Nothing More Than Everything" - 2:31
3. "I'm Such a Warm-Hearted Person" - 1:30
4. "The Itch You Can Not Scratch" - 2:28
5. "Religion, Religion" - 2:06
6. "Take 'Em Where You Can Get'em" - 1:44
7. "The Guide to Outrageous Drinkin'" - 2:36
8. "Realtypified" - 2:17
9. "More of That Miserable Misery" - 2:58
10. "Education for Unemployment, Lesson 1" - 2:51
11. "Whatever" - 0:57
12. "12 Cans" - 1:28
13. "Sucks On" - 2:21
14. "T-Minus Five Seconds" - 1:28
15. "Shovel That Snow" - 1:54
16. "I Won't Concede, I Won't Give In" - 2:59
17. "Row Boat John" - 2:09